# Chaundee Brown
Chaundee Dwaine Brown Jr. (* 4. Dezember 1998 in Orlando, Florida) ist ein US-amerikanischer Basketballspieler, der im Rahmen eines Zwei-Wege-Vertrags bei den Atlanta Hawks und College Park Skyhawks unter Vertrag stand, nachdem er bei den Los Angeles Lakers und South Bay Lakers aus seinem Zwei-Wege-Vertrag entlassen wurde. In der Saison 23/24 wurde Brown Jr. in der BBL von den EWE Baskets Oldenburg nachverpflichtet.

## Highschool
Brown besuchte die Dr. Phillips Highschool in Dr. Phillips, Florida, und wechselte für sein erstes Jahr zur The First Academy in Orlando, Florida.
In seinem letzten Jahr erzielte er durchschnittlich 24,7 Punkte und 6,7 Rebounds pro Spiel. Aufgrund seiner Leistungen wurde er zum Florida Gatorade Player of the Year und zum 4A Player of the Year ernannt.

## College

### Wake Forest (2017–2020)
Brown wählte als Sportart den College-Basketball und entschied sich somit für Wake Forest und schlug damit zahlreiche andere Angebote unter anderem aus Kansas, Indiana und Florida aus.
Er spielte drei Jahre erfolgreich in Wake Forest und konnte seine Leistungen, trotz einer zwischenzeitlich erlittenen Knöchel- und Wadenverletzung, kontinuierlich steigern.

### Michigan (2020–2021)
Für sein letztes Jahr wechselte Brown nach Michigan und erhielt dafür von der NCAA sogar eine Ausnahmegenehmigung für die sofortige Spielberechtigung, entgegen der sonst üblichen Wartezeit von einer Saison.
Im April 2021 meldete sich Brown für den NBA-Draft 2021 an und verzichtete dafür auf ein zusätzliches Jahr der College-Förderung.

## NBA / G-League

### Los Angeles Lakers / Southbay Lakers (2021)
Nachdem er im NBA-Draft 2021 nicht ausgewählt worden war, unterschrieb Brown im August 2021 bei den Los Angeles Lakers einen Trainingsvertrag, wurde aber am 15. Oktober freigestellt.
Am 23. Oktober unterschrieb Brown bei den South Bay Lakers und bestritt ein Spiel.
Im November 2021 unterzeichnete Brown einen Zwei-Wege-Vertrag mit den Los Angeles Lakers, wurde aber im Dezember 2021 nach zwei Einsätzen in Los Angeles wieder entlassen.

## Karriere-Statistiken

### NBA

#### Reguläre Saison
| Saison  | Team                  | GP | GS | MPG  | FG % | 3P % | FT % | RPG | APG | SPG | BPG | PPG |
| ------- | --------------------- | -- | -- | ---- | ---- | ---- | ---- | --- | --- | --- | --- | --- |
| 2021–22 | L.A. Lakers / Atlanta | 5  | 2  | 20.8 | .313 | .333 | .833 | 3.2 | 0.8 | 0.4 | 0.0 | 6.2 |
| Gesamt  | Gesamt                | 5  | 2  | 20.8 | .313 | .333 | .833 | 3.2 | 0.8 | 0.4 | 0.0 | 6.2 |